# Ficus conocephalifolia
Ficus conocephalifolia là một loài thực vật có hoa trong họ Moraceae. Loài này được Ridl. mô tả khoa học đầu tiên năm 1917.